# Joel Santana
Joel Santana (Rio de Janeiro, 25. prosinca 1948.) je umirovljeni brazilski nogometaš i sadašnji nogometni trener, koji je bio izbornik južnoafričke nogometne reprezentacije.